# منتوحتب السادس
ميرانكر منتوحتب السادس، بالانجليزية(Merankhre Mentuhotep VI).كان ميرانكر ملكاً للعائلة السادسة عشر في صعيد مصر خلال الفترة الانتقالية الثانية. 1590 ق، حيث انه قد حكم في وقت واحد مع الأسرة الخامسة عشر التي كانت تسيطر على مصر السفلى والوسطى.